# Frontiers (Album)
Frontiers ist das achte Studioalbum der US-amerikanischen Rockband Journey. Es erschien am 1. Februar 1983 über Columbia Records.

## Hintergrund
Das Album wurde im Herbst 1982 in den Fantasy Studios, Berkeley, Kalifornien aufgenommen. Es war das vorerst letzte Album, an dem Bassist Ross Valory und Schlagzeuger Steve Smith beteiligt waren. Valory kehrte erst 1996 zurück in die Band.
Produzenten des Albums waren Mike Stone und Kevin Elson.
Kurz vor der Veröffentlichung wurden zwei Songs ausgetauscht, weil sie exklusiv auf verschiedenen Soundtracks verwendet wurden. Ask the Lonley wurde Teil des Filmsoundtracks zu Zwei vom gleichen Schlag, einer Filmkomödie mit John Travolta und Olivia Newton-John, und Only the Young Teil von Crazy for You (1985). Stattdessen fanden die Songs Back Talk und Troubled Child Eingang auf dem Album. Bei der 2006er Wiederveröffentlichung wurden die beiden Songs mit Only Solutions, einem weiteren Filmsong aus Tron (1982), und der B-Seite Liberty als Bonustracks verwendet.

## Titelliste
A-Seite
1. Separate Ways (Worlds Apart) (5:26)
2. Send Her My Love (3:57)
3. Chain Reaction (4:22)
4. After the Fall (5:04)
5. Faithfully (4:30)

B-Seite
1. Edge of the Blade (4:35)
2. Troubled Child (4:32)
3. Back Talk (3:20)
4. Frontiers (4:13)
5. Rubicon (4:20)

Bonustracks (2006)
1. Only the Young (4:20)
2. Ask the Lonely (3:57)
3. Liberty (2:58)
4. Only Solutions (3:33)

## Coverartwork
Wie bei den Vorgängeralben war Jim Welch für das Coverartwork verantwortlich. Erstmals wurde kein Skarabäus verwendet und auch Mouse und Kelly hatten keinen Einfluss auf das Albumartwork. Stattdessen zeigt das Cover eine Art Alien, das laut Welch allerdings als eine Art höheres Wesen konzipiert wurde. Es erhielt den Spitznamen „Elmo“. Das Artwork basiert lose auf der Relativitätstheorie von Albert Einstein.

## Rezeption
Von Allmusic.com wurde das Album positiv aufgenommen. Der Autor vergab vier von möglichen fünf Sternen. Dennoch wurde kritisiert, dass vielen Songs die Wärme fehle, für die Journey bekannt sei („The rest of the songs […] lack the warmth that Journey is famous for“).
Das Rock Hard wählte das Album auf Platz 363 der besten 500 Rock & Metal-Alben aller Zeiten.
Weit davon entfernt ein schlechtes oder kommerziell erfolgloses Album zu sein, verschenkte das Album einen Großteil seines Potentials. Gründe dafür sind laut Kritikern im Austauschen der Songs Only the Young und Ask the Lonley zu suchen. Zum einen ist Only the Young einer der größten Hits der Band geworden, wurde aber erst 1985 veröffentlicht, da sich die Veröffentlichung des Films verzögerte. Zum anderen war es der erste Song aus dem kommenden Album, das sie einem Fremden vorgestellt haben. Sie besuchten Journey-Fan Kenny Sykaluk auf Wunsch der Mutter im Krankenhaus, wo der an zystischer Fibrose leidende Junge mit dem Tode rang. Only the Young war der letzte Song, den der Junge über einen Walkman hören durfte. Er verstarb nur einen Tag später. Für die Band tränenreicher Moment, der sie den Rest ihrer Bandgeschichte begleiten sollte. Durch den Austausch war dieser starke, emotionale Moment für das Album verloren.

## Kommerzieller Erfolg

### Chartplatzierungen

#### Album
| ChartsChartplatzierungen       | Höchstplatzierung | Wochen |
| ------------------------------ | ----------------- | ------ |
| Deutschland (GfK)              | 30 (9 Wo.)        | 9      |
| Vereinigte Staaten (Billboard) | 2 (85 Wo.)        | 85     |
| Vereinigtes Königreich (OCC)   | 6 (7 Wo.)         | 7      |

### Singles
| Jahr | Titel                        | Höchstplatzierung, Gesamtwochen, AuszeichnungChartplatzierungen (Jahr, Titel, , Platzierungen, Wochen, Auszeichnungen, Anmerkungen) | Höchstplatzierung, Gesamtwochen, AuszeichnungChartplatzierungen (Jahr, Titel, , Platzierungen, Wochen, Auszeichnungen, Anmerkungen) | Anmerkungen                          |
| Jahr | Titel                        | UK | US | Anmerkungen                          |
| ---- | ---------------------------- | --- | --- | ------------------------------------ |
| 1983 | Separate Ways (Worlds Apart) | UK95 (1 Wo.)UK | US8 (17 Wo.)US | Erstveröffentlichung: Januar 1983    |
| 1983 | Faithfully                   | — | US12 (16 Wo.)US | Erstveröffentlichung: April 1983     |
| 1983 | After the Fall               | — | US23 (12 Wo.)US | Erstveröffentlichung: Juni 1983      |
| 1983 | Send Her My Love             | — | US23 (15 Wo.)US | Erstveröffentlichung: September 1983 |

### Auszeichnungen für Musikverkäufe
Das Album erhielt in den USA sechs Mal die Platinschallplatte für jeweils eine Million verkaufte Einheiten. Damit wurde das Album in den USA mehr als sechs Millionen Mal verkauft.
| Land/Region               | Auszeichnungen für Musikverkäufe (Land/Region, Auszeichnung, Verkäufe) | Verkäufe  |
| ------------------------- | ---------------------------------------------------------------------- | --------- |
| Kanada (MC)               | Platin                                                                 | 100.000   |
| Vereinigte Staaten (RIAA) | 6× Platin                                                              | 6.000.000 |
| Insgesamt                 | 7× Platin ·                                                            | 6.100.000 |